# 西川甚五郎 (11代)
11代西川 甚五郎（にしかわ じんごろう、諱は重威（しげたけ）、1849年1月10日（嘉永元年12月16日） - 1905年（明治38年）4月6日）は、江戸時代末期から明治期の近江商人。西川甚五郎家山形屋11代、明治維新動乱期を越えて西川への発展の基礎を固めた。

## 生涯
1849年1月10日（（旧暦）嘉永元年12月16日）に近江国蒲生郡八幡（現近江八幡市）において山形屋10代西川甚五郎の二男二女の第四子次男として誕生、長男夭折に伴い跡継ぎとして育てられ、幼名は伊三郎と称した。
1840年代（天保弘化年間）、越前国において近江より熟練工を招き蚊帳織りを開始したことから近江蚊帳の営業者は1878年（明治11年）当時5軒まで減っていた、加えて1866年（慶応2年）には徳川幕府の長州征伐のための御用金1千8百両の上納を求められ経営環境は極度に悪化していた。

### 家督相続後
1853年（嘉永6年）2月15日、父10代甚五郎死去に伴い、11代甚五郎を襲名し家督を相続する。11代甚五郎は八幡蚊帳衰微の時において西川家を存続発展させたのみならず、東京・大阪等に支店を開設し本支店6店舗で販売強化と販路拡張に努め、また工場を新設し製造方法の改良を行った。1878年（明治11年）には、従来の西川本家一括仕入れを改め支店による一部商品の「現地仕入れ」によるコスト削減を実現させる等流通の変化に応じた仕入れ方法への切り替えを行った。
支店は新たに現在の大阪市・尾道市・大分市・杵築市に開設した。なお、1876年（明治9年）開設した大阪支店は現在「西川リビング」へと発展した。1894年（明治27年）には八幡の同志である岡田八十次らとともに、輸出生糸の品質向上、輸出振興、雇用の創出を図るために資本金5万円で滋賀県八幡町宇津呂村に八幡製糸株式会社を設立し、翌年、50人繰で開業し、翌々年には120人繰へと拡張し、生糸製造高792貫、工女80名21）を数え、八幡町のみならず県下の大規模工場の一つへと発展させた（1929年（昭和4年）解散）。1896年（明治29年）2月八幡大字宮内に西川蚊帳製造所を新設（織機50台・女子24人を雇用）した。また、1887年（明治20年）大阪支店で、1889年（明治22年）東京日本橋店で布団の販売を開始した。従来、自家で作るものであった「布団」を商売の対象としたことで、季節商品の蚊帳から季節を問わない商品「布団」の取り扱いは西川家にとって年間を通じて安定した売上と仕事をもたらすことになった。

### 地域経済の活性化
この間、甚五郎は八幡全体の産業活性化のために尽くした。1881年（明治14年）八幡銀行創設のための発起人の一人となり設立認可を受け、1882年（明治15年）2月八幡銀行が発足した。初代頭取には西川傳右衛門家（松前との交易を生業）の当主西川貞二郎が就任・甚五郎は取締役となり、1891年（明治24年）には甚五郎が頭取となった。1883年（明治16年）より1891年（明治24年）まで滋賀県会議員となり、外に滋賀県産業諮問委員等を勤めた。そして、同門の伊庭貞剛の後任として衆議院議員補欠選挙に立候補し、当選。1898年（明治31年）に衆議院議員となった。
また、中山道に通じる新道作りや八幡堀の改良浚渫作業を行った。
1898年（明治31年）息子12代甚五郎に家督を譲る。1905年（明治38年）4月6日死去する。

## 年譜
- 1849年1月10日（（旧暦）嘉永元年12月16日）、誕生する。
- 1853年（嘉永6年）、11代甚五郎が父より家督を相続する。
- 1866年（慶応2年）、徳川幕府の長州征伐のための御用金1千8百両を上納する。
- 1876年（明治9年）、大阪支店を開設する。
- 1878年（明治11年）、従来の西川本家一括仕入れを改め支店による「現地仕入れ」を導入する。
- 1881年（明治14年）、八幡銀行創設のための発起人の一人となり認可を受ける。
- 1882年（明治15年）、2月八幡銀行が発足し取締役に就任する。
- 1883年（明治16年）、蒲生郡で選出滋賀県会議員となる。
- 1887年（明治20年）、大阪支店で布団販売を開始する。
- 1889年（明治22年）、東京日本橋店で布団販売を開始する。
- 1891年（明治24年）、八幡銀行頭取に就任し、滋賀県会議員を辞す。
- 1894年（明治27年）、輸出生糸の品質向上を図るために八幡製糸株式会社を設立する。
- 1896年（明治29年）、2月西川蚊帳製造所を新設する。
- 1898年（明治31年）、息子12代甚五郎に家督を譲る。衆議院議員に当選
- 1905年（明治38年）4月6日、死去

## 家族
系図より
父 西川甚五郎 (10代)（蒲生郡中野村小島弥左衛門八男）
母 しほ（西川甚五郎 (9代)長女）
妹 やお（八幡町魚町 西川喜六に嫁ぐ）
弟 西川謙三
妻 恵美 八幡町新町井狩平九郎の姉
子 甚五郎 (12代) （諱・嘉重）
親族 西川吉輔（国学者・師）